# Dunga
Dunga, właśc. Carlos Caetano Bledorn Verri (wym. [ˈdũɡɐ]; ur. 31 października 1963 roku w Ijuí, w stanie Rio Grande do Sul) – brazylijski piłkarz grający na pozycji defensywnego pomocnika i trener piłkarski.

## Kariera piłkarska
Dunga karierę rozpoczął w 1980 roku w SC Internacional, gdzie grał do 1984 roku. W tym okresie trzykrotnie zdobył mistrzostwo stanu Rio Grande do Sul (1982, 1983, 1984). Następnie przez rok reprezentował barwy Corinthians São Paulo, potem w latach 1985-1987 był zawodnikiem Santosu FC, następnie przez krótki czas CR Vasco da Gama, z którym zdobył mistrzostwo stanu Rio de Janeiro.
Potem wyjechał do Włoch, gdzie grał w Pisa Calcio (1987-1988), Fiorentinie (1988-1992 – finał Pucharu UEFA w sezonie 1989/1990) i Delfino Pescara 1936 (1992-1993). Po prawie sześciu latach pobytu we Włoszech wyjechał do Niemiec grać w VfB Stuttgart (1993-1995), następnie w japońskim Júbilo Iwata (1995-1998 – J-League oraz najlepszy piłkarz J-League w sezonie 1997) i brazylijskim SC Internacional, gdzie w 2000 roku zakończył piłkarską karierę.

## Kariera reprezentacyjna
W reprezentacji Brazylii w latach 1987-1998 rozegrał łącznie 91 meczów i strzelił 6 goli. Zdobył wraz z nią mistrzostwo świata 1994, wicemistrzostwo świata 1998 (był kapitanem drużyny na obu turniejach), dwukrotnie Copa América (1989, 1997) oraz Puchar Konfederacji 1997. Grał także w reprezentacji Brazylii U-20, z którą zdobył młodzieżowe mistrzostwo świata 1983, młodzieżowe mistrzostwo Ameryki Południowej 1983, także wicemistrzostwo olimpijskie 1984 w Los Angeles oraz brązowy medal igrzysk panamerykańskich 1983 w Caracas.

## Kariera trenerska
Wcześniej był dyrektorem technicznym w Jubilo Iwata i członkiem zarządu angielskiego klubu Queens Park Rangers. Następnie pełnił funkcje administracyjne w japońskim Jubilo Iwata i angielskim Queens Park Rangers. W latach 2006–2010 był selekcjonerem reprezentacji Brazylii. W 2007 roku wraz z reprezentacją triumfował w Copa América 2007 w Wenezueli, później wygrał także Puchar Konfederacji 2009 na boiskach RPA. Jednak tych osiągnięć nie zdołał powtórzyć na Mundialu 2010, w czasie którego Brazylijczycy odpadli w ćwierćfinale po porażce 1:2 z Holandią i podał się do dymisji. W 2013 roku był trenerem Internacionalu, z którym w tym samym roku zdobył mistrzostwo stanu Rio Grande do Sul. Siódmego lipca 2014 roku ponownie został selekcjonerem reprezentacji Brazylii.

## Statystyki

### Klubowe
| Klub                 | Sezon              | Ligi krajowe | Ligi krajowe | Puchary krajowe | Puchary krajowe | Puchary międzynarodowe | Puchary międzynarodowe | Łącznie | Łącznie |
| Klub                 | Sezon              | Występy      | Bramki       | Występy         | Bramki          | Występy                | Bramki                 | Występy | Bramki  |
| -------------------- | ------------------ | ------------ | ------------ | --------------- | --------------- | ---------------------- | ---------------------- | ------- | ------- |
| SC Internacional     | 1982               | 1            | 0            |                 |                 |                        |                        | 1       | 0       |
| SC Internacional     | 1983               | 4            | 0            |                 |                 |                        |                        | 4       | 0       |
| SC Internacional     | 1984               | 5            | 0            |                 |                 |                        |                        | 5       | 0       |
| SC Internacional     | Łącznie            | 10           | 0            |                 |                 |                        |                        | 10      | 0       |
| Corinthians Paulista | 1985               | 13           | 1            |                 |                 |                        |                        | 13      | 1       |
| Corinthians Paulista | Łącznie            | 13           | 1            |                 |                 |                        |                        | 13      | 1       |
| Santos FC            | 1986               | 16           | 1            |                 |                 |                        |                        | 16      | 1       |
| Santos FC            | Łącznie            | 16           | 1            |                 |                 |                        |                        | 16      | 1       |
| CR Vasco da Gama     | 1987               | 17           | 1            |                 |                 |                        |                        | 17      | 1       |
| CR Vasco da Gama     | Łącznie            | 17           | 1            |                 |                 |                        |                        | 17      | 1       |
| Pisa Calcio          | 1987–88            | 23           | 2            |                 |                 |                        |                        | 23      | 2       |
| Pisa Calcio          | Łącznie            | 23           | 2            |                 |                 |                        |                        | 23      | 2       |
| ACF Fiorentina       | 1988–89            | 30           | 3            |                 |                 |                        |                        | 30      | 3       |
| ACF Fiorentina       | 1989–90            | 28           | 0            |                 |                 |                        |                        | 28      | 0       |
| ACF Fiorentina       | 1990–91            | 33           | 1            |                 |                 |                        |                        | 33      | 1       |
| ACF Fiorentina       | 1991–92            | 33           | 4            |                 |                 |                        |                        | 33      | 4       |
| ACF Fiorentina       | Łącznie            | 114          | 8            |                 |                 |                        |                        | 114     | 8       |
| Delfino Pescara 1936 | 1992–93            | 23           | 3            | 0               | 0               |                        |                        | 23      | 3       |
| Delfino Pescara 1936 | Łącznie            | 23           | 3            |                 |                 |                        |                        | 23      | 3       |
| VfB Stuttgart        | 1993–94            | 27           | 4            |                 |                 |                        |                        | 27      | 4       |
| VfB Stuttgart        | 1994–95            | 26           | 4            |                 |                 |                        |                        | 37      | 3       |
| VfB Stuttgart        | Łącznie            | 53           | 7            |                 |                 |                        |                        | 53      | 7       |
| Júbilo Iwata         | 1995               | 25           | 1            | 2               | 0               | -                      | -                      | 27      | 1       |
| Júbilo Iwata         | 1996               | 20           | 4            | 14              | 0               | -                      | -                      | 34      | 4       |
| Júbilo Iwata         | 1997               | 26           | 5            | 11              | 1               | -                      | -                      | 37      | 6       |
| Júbilo Iwata         | 1998               | 28           | 6            | 0               | 0               | -                      | -                      | 28      | 6       |
| Júbilo Iwata         | Łącznie            | 99           | 16           | 27              | 1               | -                      | -                      | 126     | 17      |
| SC Internacional     | 1999               | 15           | 1            |                 |                 |                        |                        | 15      | 1       |
| SC Internacional     | Łącznie            | 15           | 1            |                 |                 |                        |                        | 15      | 1       |
| Łącznie w karierze   | Łącznie w karierze | 393          | 40           | 27              | 1               | 0                      | 0                      | 420     | 41      |

### Reprezentacyjne
| Reprezentacja narodowa | Rok     | Występy | Gole |
| ---------------------- | ------- | ------- | ---- |
| Brazylia               |         |         |      |
| 1987                   | 4       | 1       |      |
| 1988                   | 0       | 0       |      |
| 1989                   | 15      | 0       |      |
| 1990                   | 6       | 1       |      |
| 1991                   | 0       | 0       |      |
| 1992                   | 0       | 0       |      |
| 1993                   | 13      | 1       |      |
| 1994                   | 13      | 1       |      |
| 1995                   | 14      | 1       |      |
| 1996                   | 0       | 0       |      |
| 1997                   | 17      | 1       |      |
| 1998                   | 9       | 0       |      |
| Łącznie                | Łącznie | 91      | 6    |

### Trenerskie
Aktualne na dzień 12 lipca 2014 roku.
| Klub          | Od              | Do               | M  | Z  | R  | P | %Z    |
| ------------- | --------------- | ---------------- | -- | -- | -- | - | ----- |
| Brazylia      | 24 lipca 2006   | 2 lipca 2010     | 59 | 42 | 12 | 5 | 71.19 |
| Brazylia U-23 | 22 czerwca 2008 | 22 sierpnia 2008 | 8  | 7  | 0  | 1 | 87.50 |
| Ogólnie       | Ogólnie         | Ogólnie          | 67 | 49 | 12 | 6 | 73.13 |

## Osiągnięcia

### Zawodnicze
Internacional
- Mistrzostwo stanu Rio Grande do Sul: 1982, 1983, 1984

Vasco da Gama
- Mistrzostwo stanu Rio de Janeiro: 1987

Fiorentina
- Finał Pucharu UEFA: 1990

Júbilo Iwata
- Mistrzostwo Japonii: 1997

Reprezentacja Brazylii U-20
- Mistrz świata U-20: 1983
- Mistrz Ameryki Południowej U-20: 1983
- Brązowy medal igrzysk panamerykańskich: 1983

Reprezentacja Brazylii
- Mistrz świata: 1994
- Wicemistrz świata: 1998
- Copa América: 1989, 1997
- Puchar Konfederacji: 1997
- Wicemistrz olimpijski: 1984

### Szkoleniowe
Reprezentacja Brazylii
- Copa América: 2007
- Puchar Konfederacji: 2009
- Brązowy medal igrzysk olimpijskich: 2008
- Ćwierćfinał mistrzostw świata: 2010

Internacional
- Mistrzostwo stanu Rio Grande do Sul: 2013

### Indywidualne
- Drużyna marzeń mistrzostw świata: 1994
- Najlepszy piłkarz J-League: 1997